# The Busy Man (film 1907)
The Busy Man è un cortometraggio muto del 1907 diretto da Lewin Fitzhamon.

## Trama
La frenetica giornata di un uomo d'affari.

## Produzione
Il film fu prodotto dalla Hepworth.

## Distribuzione
Distribuito dalla Hepworth, il film - un cortometraggio di circa 170 metri - uscì nelle sale cinematografiche britanniche nel gennaio 1907. Nello stesso anno, venne distribuito anche negli Stati Uniti dalla Williams, Brown and Earle.
Si conoscono pochi dati del film che, prodotto dalla Hepworth, fu distrutto nel 1924 dallo stesso produttore, Cecil M. Hepworth. Fallito, in gravissime difficoltà finanziarie, il produttore pensò in questo modo di poter almeno recuperare il nitrato d'argento della pellicola.